# Joan Reverter i Sucarrats
Joan Reverter i Sucarrats   (Tortellà, 20 de juliol de 1923 - Barcelona, 5 de juliol de 2004) va ser un trompetista, compositor i copista català. que el 1978 va compondre la sardana Gatzara Badalonina, que va tocar amb la Cobla de Badalona.